# Hanna Philippin
Hanna Philippin (* 3. August 1992 in Böblingen) ist eine ehemalige deutsche Duathletin und Triathletin. Sie ist Deutsche Junioren-Meisterin Triathlon (2011) und Triathlon-Europameisterin Junioren (2011).

## Werdegang
Hanna Philippin war Mitglied des B-Kaders (U23) der Deutschen Triathlon Union (DTU).

### Junioren-Europameisterin Triathlon 2011
Im Juni 2011 wurde sie in Spanien Triathlon-Europameisterin der Junioren und im Juli Deutsche Junioren-Meisterin Triathlon. In London wurde sie im September 2013 Vierte bei der U23-Weltmeisterschaft.
Bei der Triathlon-Weltmeisterschafts-Rennserie 2015 belegte sie als zweitbeste Deutsche den 18. Rang.
Hanna Philippin lebt in Renningen, sie war bei der Sportfördergruppe der Bundeswehr, trainierte im „Team Strive“ von Jan Frodeno und sie startete für den Verein VfL Sindelfingen.

### Olympische Spiele 2016
Im zweijährigen Qualifikationszeitraum für einen Startplatz bei den Olympischen Spielen 2016 erreichte Hanna Philippin zwar mit Platz 28 die zweitbeste Platzierung der deutschen Athletinnen auf der ITU-Olympia-Qualifikationsliste, erfüllte aber nicht die von der Deutschen Triathlon Union (DTU) und dem Deutschen Olympischen Sportbund (DOSB) vereinbarten sportlichen Qualifikationskriterien.
In der ITU-Jahreswertung 2016 belegte sie als zweitbeste Deutsche den 32. Rang.
Im August 2017 wurde sie hinter Laura Lindemann Sechste bei der Deutschen Triathlon-Meisterschaft auf der Sprintdistanz und im September erklärte die damals 25-Jährige ihre aktive Profi-Karriere als beendet.

## Sportliche Erfolge
| Datum/Jahr    | Platz | Wettbewerb                                          | Austragungsort    | Zeit     | Bemerkung |
| ------------- | ----- | --------------------------------------------------- | ----------------- | -------- | --- |
| 20. Aug. 2017 | 6     | DTU Deutsche Meisterschaft Sprint-Triathlon         | Grimma            | 01:06:49 | Deutsche Triathlon-Meisterschaft auf der Sprintdistanz |
| 4. Sep. 2016  | 22    | ITU World Championship Series 2016                  | Edmonton          | 00:58:30 | |
| 7. Aug. 2016  | 2     | Frankfurt-City-Triathlon                            | Frankfurt am Main | 02:12:15 | |
| 17. Juli 2016 | 3     | ITU Sprint Triathlon World Championship Mixed Relay | Hamburg           | 00:21:19 | Team-Weltmeisterschaft – zusammen mit Jonathan Zipf, Laura Lindemann und Gregor Buchholz                                                                                 |
| 28. Juni 2016 | 3     | DTU Deutsche Meisterschaft Sprint-Triathlon         | Düsseldorf        | 00:59:21 | Deutsche Triathlon-Meisterschaft auf der Sprintdistanz |
| 24. Apr. 2016 | 14    | ITU World Championship Series 2016                  | Kapstadt          | 01:00:44 | |
| 22. Aug. 2015 | 7     | ITU World Championship Series 2015                  | Stockholm         | 02:02:07 | |
| 2. Aug. 2015  | 23    | ITU World Olympic Qualification Event               | Rio de Janeiro    | 02:03:02 | |
| 28. Juni 2015 | 2     | DTU Deutsche Meisterschaft Triathlon U23            | Düsseldorf        | 00:59:23 | Deutsche Triathlon-Meisterschaft auf der Sprintdistanz (0,75 km Schwimmen, 20 km Radfahren und 5 km Laufen); Zweite hinter Laura Lindemann                               |
| 29. März 2015 | 14    | ITU World Championship Series 2015                  | Auckland          | 02:13:44 | im zweiten Rennen der Saison |
| 7. März 2015  | 12    | ITU World Championship Series 2015                  | Abu Dhabi         | 00:59:55 | als zweitbeste Deutsche im ersten Rennen der Saison auf der Sprintdistanz nur 56 Sekunden hinter der Siegerin, der US-Amerikanerin Gwen Jorgensen                        |
| 30. Aug. 2014 | 8     | ITU Triathlon World Championship U23                | Edmonton          | 02:08:25 | bei der U23-Weltmeisterschaft auf der olympischen Kurzdistanz (1,5 km Schwimmen, 40 km Radfahren und 10 km Laufen) als zweite Deutsche hinter der Siegerin Sophia Saller |
| 9. Aug. 2014  | 15    | ITU Triathlon World Cup                             | Tiszaújváros      | 01:00:45 | hinter der Siegerin Rachel Klamer (750 m Schwimmen, 20 km Radfahren und 5 km Laufen)                                                                                     |
| 22. Juni 2014 | 2     | ETU Triathlon European Championship Mixed Team      | Kitzbühel         |          | Vize-Europameister – im Team mit Sophia Saller, Maximilian Schwetz und Justus Nieschlag                                                                                  |
| 12. Sep. 2013 | 4     | ITU Triathlon World Championship U23                | London            | 01:55:43 | U23-Weltmeisterschaft |
| 31. Aug. 2013 | 1     | DTU Deutsche Meisterschaft Triathlon U23            | Hannover          | 01:03:09 | Deutsche Triathlon-Meisterschaft auf der Sprintdistanz; 3. Rang Elite |
| 27. Juni 2013 | 1     | ETU Triathlon European Championship U23 Mixed Relay | Rijssen-Holten    | 00:19:52 | in der U23-Staffel mit Maximilian Schwetz, Lisa Sieburger und Justus Nieschlag                                                                                           |
| 9. Sep. 2011  | 3     | ITU Triathlon World Championship Junior Women       | Peking            | 01:03:47 | Junioren-Weltmeisterschaft (750 m Schwimmen, 20,9 km Radfahren und 5,4 km Laufen)                                                                                        |
| Juli 2011     | 1     | DTU Deutsche Meisterschaft Triathlon Junioren       | Braunschweig      |          | Deutsche Junioren-Meisterin Triathlon |
| 24. Juni 2011 | 1     | ETU Triathlon European Championship Junior Women    | Pontevedra        | 01:05:42 | Triathlon-Europameisterin Junioren |